# Мадагаскарско-южноафриканские отношения
Мадагаскарско-южноафриканские отношения — двусторонние дипломатические отношения между Мадагаскаром и Южно-Африканской Республикой (ЮАР). Страны являются членами Африканского союза, Группы 77, Движения неприсоединения и Сообщества развития Юга Африки.

## История
Мадагаскар и ЮАР — две соседние страны на юге Африки с многовековой историей. Ранее известные контакты между странами произошли во время миграции банту на Мадагаскар, а также во время арабской торговли между Мадагаскаром и континентальной Африкой. В 1652 году голландские колонисты начали ввозить людей в рабство из Индонезии и Мадагаскара в ЮАР. В 1766 году захваченные в плен малагасийцы восстали на голландском корабле «Die Meermin», направлявшемся в Кейптаун. Малагасийцы были проданы Голландской Ост-Индской компании для использования в качестве рабов в Капской колонии. Во время мятежа половина экипажа корабля и почти 30 малагасийцев погибли, а два выживших лидера мятежа были отправлены на остров Роббенэйланд, где оставались до самой смерти. Инцидент стал известен как мятеж рабов на «Meermin».
Во время борьбы с апартеидом малагасийское правительство принимало и поддерживало членов южноафриканского освободительного движения, а малагасийское правительство предоставило им доступ к своим общественным средствам вещания. В период с 1979 по 1993 год «Radio Freedom» управлялось южноафриканскими борцами за свободу на Мадагаскаре. В июне 1991 года в ЮАР был отменен закон об апартеиде, и в мае 1994 года президентом ЮАР был избран Нельсон Мандела. В том же году Мадагаскар и ЮАР официально установили дипломатические отношения.
Во время государственного переворота на Мадагаскаре в 2009 году президент Марк Раваломанана бежал в ЮАР, где оставался в изгнании в течение следующих 5 лет. В августе 2012 года президент ЮАР Джейкоб Зума отправился на Сейшельские Острова, чтобы помочь в заключении сделки между президентом Мадагаскара Андри Радзуэлиной и Марком Раваломананой. В январе 2014 года президент Андри Радзуэлина покинул пост.
Состоялось несколько встреч на высоком уровне между лидерами обеих стран на различных международных форумах. В 2017 году президент Мадагаскара Эри Радзаунаримампианина провёл деловую и торговую конференцию, чтобы привлечь больше южноафриканских инвестиций на Мадагаскар, особенно в энергетику, инфраструктуру, туризм и горнодобывающую промышленность.

## Двусторонние соглашения
Государства подписали несколько двусторонних соглашений, такие как: Соглашение о воздушном транспорте (1990 год); Соглашение о торговом мореплавании и смежных морских вопросах (1990 год); Соглашение об обмене представителями, привилегиями и дипломатическим иммунитетом (1991 год); Соглашение об обмене нотами для установления дипломатических отношений (1994 год); Соглашение о сотрудничестве между городами Антананариву и Преторией (1996 год); Соглашение об обмене нотами по работе для супругов дипломатических должностных лиц (2006 год); Соглашение о привлечении и защите инвестиций (2006 год) и Соглашение о научно-техническом сотрудничестве (2015 год).

## Транспортное сообщение
Между странами налажено прямое авиасообщение через следующие компаний: «Airlink» и «Air Madagascar».

## Торговля
В 2014 году объём товарооборота составил сумму 320 миллионов долларов США. Экспорта Мадагаскар в ЮАР: личи, уголь и текстиль. Экспорта ЮАР на Мадагаскар: машинное оборудование и механические устройства, автомобили, самолёты и транспортное оборудование, продукты питания, напитки и химические продукты. Южноафриканские транснациональные компании, такие как: «Ceres Fruit Juices» и «Shoprite», представлены на Мадагаскаре.

## Дипломатические миссии
- Мадагаскар содержит посольство в Претории и генеральное консульство в Кейптауне[8].
- ЮАР имеет посольство в Антананариву[9].